# Mechtilde de Diessen
Mechtilde de Diessen (Andechs, 1125 - Dießen am Ammersee, 31 mai 1160) est une chanoinesse de saint Augustin et abbesse d'Edelstetten, reconnue sainte par l'Église catholique.

## Biographie
Mechtilde est la fille du comte Berthold II (1099–1151). Elle a plusieurs frères et sœurs parmi lesquels Berthold III (1110-1188) et Othon VI (1132-1196). À l'âge de 14 ans, elle entre dans ce qui s'appelait à l'époque le Frauenstift, une abbaye de chanoinesses à Dießen am Ammersee, où elle avait grandi.
Son sens des responsabilités, qui s'accompagne d'un grand sens de l'obéissance à la règle et aux supérieurs, ainsi que sa bonté et son don de guérison, font d'elle une personne aimée et respectée. Plus tard, Mechtilde est nommée maîtresse des novices de l'abbaye. En 1153, le pape Anastase IV la nomme abbesse de l'abbaye d'Edelstetten (de). Elle a pour mission de le réformer, car la situation matérielle et spirituelle du monastère laisse à désirer. N'ayant pas réussi la réforme voulue, en raison de la résistance des dames issues de la noblesse membres de cette abbaye, elle revient six ans après à Dießen, où elle décède peu de temps après.
Déjà de son vivant, Mechtilde est considérée comme une sainte. Vers 1200, une hagiographie est rédigée, et en 1468 on procède à l'exposition de ses reliques, qui s'accompagne d'un franc succès et crée parmi le peuple un élan de vénération pour Mechtilde, élan qu'on peut toujours retrouver dans la région de l'Ammersee. Ses reliques sont bien mises en valeur dans un reliquaire en verre, conservé à Marienmünster Dießen (de).
Dans l'ancienne église des chanoinesses, on peut trouver la pierre de sainte Mechtilde, sur laquelle la sainte posait sa tête pour dormir. Selon la croyance populaire, le fait de toucher la pierre soulage les maux de tête. On commémore sainte Mechtilde le 6 juillet. Elle est représentée en abbesse, avec un calice et une hostie. Elle est invoquée spécialement contre le mauvais temps. 